# Добржанский, Феодосий Григорьевич
Феодо́сий Григо́рьевич Добржа́нский (Добжа́нский, англ. Theodosius Grigorevich Dobzhansky, Feodosy Grigorevich Dobrzhanskii, T. G. Dobzhansky; укр. Теодосій Григорович Добржанський; 12 [24] января 1900, Немиров, Брацлавский уезд, Подольская губерния, Российская империя — 18 декабря 1975, Сан-Джасинто, округ Риверсайд, штат Калифорния, США) — украинский, советский и американский биолог-эволюционист и генетик, один из основателей современной синтетической теории эволюции.

## Биография

### Начало и становление
Родился 12 (24) января 1900 года в городе Немирове Брацлавского уезда Подольской губернии Российской империи.
Отец — Григорий Карлович (1862—1918) был учителем математики и происходил из шляхетского рода. Мать София Васильевна Войнарская (1864—1920) была внучатой племянницей Фёдора Достоевского (дочка двоюродной сестры писателя). Согласно семейной легенде, появлением на свет Феодосий обязан паломничеству своих родителей в Чернигов, в монастырь святого Феодосия, где горячие молитвы были вознаграждены и его мать родила в 36 лет.
В 1910 году семья переехала в Киев. Будучи гимназистом, Феодосий Григорьевич увлекся коллекционированием бабочек и принял решение стать биологом. Среди учеников он оказался единственным, проявившим такой интерес к биологии, что отметил учитель и позволил Добржанскому пользоваться ключами от класса с микроскопом. В юношестве он ознакомился с трудом Дарвина «Происхождение видов …», позднее совершил экспедицию на Кавказ с целью изучения фауны, с 1916 года изучал божьих коровок (Coccinella) и на первом курсе университета опубликовал статью, в которой описывал новый вид божьих коровок, открытый им недалеко от Киева.
В 1917 году окончил Киевскую 6-ю гимназию, а в 1921 году — естественное отделение физико-математического факультета Киевского университета. Ещё в гимназии слушал курс профессора зоологии С. Е. Кушакевича и в университете учится именно у него.
С 1921 по 1924 год он состоял аспирантом кафедры зоологии Украинской академии наук В эти годы Феодосий Григорьевич познакомился с цитологом и цитогенетиком Г. А. Левитским, во многом благодаря которому у Добржанского появился интерес к генетике. В 1918 организовал в доме лесничего близ Киева Днепровскую биологическую станцию. В годы революции и войны Кушакевич и Вернадский, на биогеохимической лаборатории которого работал Добржанский, проживали как раз на этой станции и именно в это время работа Вернадского оказала важное влияние на развитие молодого учёного. Позднее он поддерживал дружеские отношения с той частью семьи Вернадских, которые проживали в США. Там же Добржанский познакомился со своей будущей женой, Натальей Сиверцевой и позднее перевёл книгу её учителя, Шмальгаузена, «Факторы эволюции» на английский язык.
В течение 1924-1927 годов учился в аспирантуре в Ленинграде у профессора Юрия Филипченко, работал ассистентом на кафедре генетики и экспериментальной зоологии Ленинградского университета под руководством Филипченко, где организовал работы на дрозофилах. В 1925—1927 годах, будучи также учёным специалистом Бюро евгеники и генетики Комиссии по изучению производительных сил России (КЕПС) АН СССР, участвовал в экспедициях по изучению домашнего скота в Средней Азии, Казахстане и на Алтае.
Всего к 1927 году опубликовал тридцать пять научных работ по энтомологии, генетике и зоотехнии.

### Работа в США
В 1927 году[уточнить] Добржанский получил стипендию Фонда Рокфеллера и уехал на стажировку в США, во всемирно известную лабораторию Томаса Моргана в Колумбийском университете. Однако условия работы в университете отличались от тех, в которых ранее учёный проводил свои испытания. В Советском Союзе он был натуралистом, изучал эволюцию, а у Моргана подход был более материалистическим, без особого внимания к теориям и гипотезам, в его лаборатории изучали только факты и проводили эксперименты для выяснения механизмов функционирования генов и хромосом. В 1928 году год Добржанский вслед за Морганом переехал в Калифорнийский технологический институт.
Получением гражданства США учёный обязан самому президенту: после истечения срока научной командировки Морган предложил ему въехать в Канаду и получить визу там, чтобы с канадской визой беспрепятственно вернуться в США. Однако в Канаде Добржанский честно признался, что работал по гостевой визе, и его лишили права на въезд в Америку, кроме того, он должен был покинуть и Канаду. Морган обратился к руководителю Калифорнийского института, Роберту Милликену, который по счастливой случайности в этот момент отдыхал вместе с Гербертом Гувером. По приказу президента Добржанский смог остаться в стране на законных основаниях. В 1929 году у него была ещё студенческая виза, а вмешательство Гувера позволило получить иммиграционную. В 1931 году Добржанский принимает окончательное решение остаться в США. В 1936 году он становится полным профессором.
Предпочитал традиционный, дарвиновский подход, публиковал статьи сразу же, как только совершал открытие, его интересовал процесс эволюции. В 1937 году опубликовал книгу «Генетика и происхождение видов» (англ. Genetics and the Origin of Species), ставшую одним из значительных трудов по синтетической теории эволюции. Он сформулировал мысль о том, что эволюция является фактором, изменяющим генофонд популяций под влиянием процесса естественного отбора.
В 1937 году получил американское гражданство. В 1940 году вернулся в Колумбийский университет, где работал до 1962 года профессором зоологии.
В 1943 году был избран в Национальную академию наук США.
В 1962—1971 годах работал в Рокфеллеровском университете, а после этого в Калифорнийском университете в Дэвисе.
В 1968 году у него была обнаружена лимфоидная лейкемия и учёный уже знал, что проживёт не очень долго, но продолжал активную работу.
В 1972 году получил степень почётного доктора богословия от Свято-Владимировской семинарии в Крествуде, штат Нью-Йорк. В том же году он выступал на конференции Национальной ассоциации учителей биологии с докладом, опубликованном в 1973 году под заголовком «Ничто в биологии не имеет смысла, кроме как в свете эволюции» (англ. Nothing in Biology Makes Sense Except in the Light of Evolution).
Ввёл понятие изолирующих механизмов и вместе с Эрнстом Майром работал над разработкой концепции биологических видов-двойников. Согласно его определению, изолирующим механизмом является агент, препятствующий скрещиванию групп особей, что значительно уменьшает возможность обмена генами между группами индивидуумов.
Скончался 18 декабря 1975 года в Сан-Джасинто от острой сердечной недостаточности.

## Семья и личные убеждения
8 августа 1924 года женился на Наталье Петровне Сиверцевой (1901—22.02.1969), ученице и сотруднице академика И. И. Шмальгаузена.
У Добржанских была единственная дочь, София (1933—1993), которая в 1955 году вышла замуж за американского археолога и антрополога Майкла Дугласа Ко.
Добржанский был верующим православным христианином, что не мешало ему в научной деятельности и работе со студентами-атеистами. В числе его подопечных был марксист Ричард Левонтин.

## Основные труды

### Книги
- Dobzhansky, Th. 1937. Genetics and the Origin of Species. Columbia University Press, New York. (2nd ed., 1941; 3rd ed., 1951)
- The Biological Basis of Human Freedom (1954).
- Dunn, L. C., & Dobzhansky, Th. 1946. Heredity, Race, and Society. The New American Library of World Literature, Inc., New York.
- Dobzhansky, Th. 1955. Evolution, Genetics, & Man. Wiley & Sons, New York.
- Dobzhansky, Th. 1962. Mankind Evolving. Yale University Press, New Haven, Connecticut.
- Dobzhansky, Th. 1967. The Biology of Ultimate Concern. New American Library, New York.
- Dobzhansky, Th. 1970. Genetics of the Evolutionary Process. Columbia University Press, New York.
- Genetic Diversity and Human Equality (1973).
- Dobzhansky, Th., F.J. Ayala, G.L. Stebbins & J.W. Valentine. 1977. Evolution. W.H. Freeman, San Francisco.
- [Dobzhansky, Th.] 1981. Dobzhansky’s Genetics of Natural Populations I-XLIII. R.C. Lewontin, J.A. Moore, W.B. Provine & B. Wallace, eds. Columbia University Press, New York. (reprints the 43 papers in this series, all but two of which were authored or co-authored by Dobzhansky)

### Статьи
- Dobzhansky, Th. 1973. «Nothing in biology makes sense except in the light of evolution» The American Biology Teacher 35: (March): 125—129.
- Dobzhansky, T., and O. Pavlovsky. 1957. «An experimental study of interaction between genetic drift and natural selection» Архивная копия от 18 апреля 2009 на Wayback Machine Evolution 11: 311—319.